# Уху
Уху (кит.: 芜湖, піньїнь:  Wúhú) — місто-округ у провінції Аньхой КНР.

## Клімат
Місто знаходиться у зоні, котра характеризується вологим субтропічним кліматом. Найтепліший місяць — липень із середньою температурою 28.9 °C (84 °F). Найхолодніший місяць — січень, із середньою температурою 4.4 °С (40 °F).
| Клімат Уху              | Клімат Уху | Клімат Уху | Клімат Уху | Клімат Уху | Клімат Уху | Клімат Уху | Клімат Уху | Клімат Уху | Клімат Уху | Клімат Уху | Клімат Уху | Клімат Уху | Клімат Уху |
| Показник                | Січ.       | Лют.       | Бер.       | Квіт.      | Трав.      | Черв.      | Лип.       | Серп.      | Вер.       | Жовт.      | Лист.      | Груд.      | Рік        |
| Абсолютний максимум, °C | 15         | 25         | 28         | 31         | 35         | 35         | 39         | 37         | 32         | 30         | 29         | 22         | 39         |
| Середній максимум, °C   | 6          | 7          | 12         | 19         | 25         | 28         | 31         | 31         | 26         | 21         | 15         | 10         | 20         |
| Середня температура, °C | 4          | 5          | 9          | 15         | 21         | 25         | 28         | 27         | 22         | 18         | 12         | 6          | 16         |
| Середній мінімум, °C    | 1          | 1          | 6          | 11         | 17         | 21         | 25         | 24         | 20         | 14         | 8          | 2          | 12         |
| Абсолютний мінімум, °C  | −6         | −8         | −1         | 2          | 11         | 12         | 19         | 20         | 12         | 4          | −1         | −5         | −8         |
| Норма опадів, мм        | 40         | 60         | 90         | 120        | 120        | 190        | 160        | 110        | 80         | 60         | 50         | 30         | 1180       |
| ----------------------- | ---------- | ---------- | ---------- | ---------- | ---------- | ---------- | ---------- | ---------- | ---------- | ---------- | ---------- | ---------- | ---------- |
| Джерело: Weatherbase    |            |            |            |            |            |            |            |            |            |            |            |            |            |

## Історія
Територія, де зараз розташоване місто Уху була заселена з приблизно з 770 до н. е. Коли царство Цінь вперше в історії об'єднало всі китайські землі в єдину імперію, то ці місця увійшли до складу округу Чжанцзюнь (鄣 郡). Після зміни імперії Цінь на імперію Хань ці землі опинилися в складі округу Даньян (丹阳 郡), що складався з 17 повітів, серед яких був і повіт Уху.
Уху став стратегічно важливим містом в період саньґо, коли він перебував під контролем Східного У. Коли під час імперії Цзінь північні китайські землі були захоплені кочівниками, і на південь хлинув величезний потік біженців, їх стали розселяти уздовж Янцзи, змінюючи демографічний склад цих місць і змінюючи адміністративний поділ, в результаті на початку V століття повіт Уху був розформований, а його територія увійшла до складу сусідніх адміністративних одиниць.
Знову повіт Уху був створений лише в X столітті, коли ці землі входили до складу держави Південна Тан. Після монгольського завоювання і освіти імперії Юань повіт Уху виявився в складі регіону Тайпін (太平 路), який після повалення влади монголів і освіти імперії Мін був перетворений в тайпінського управу (太平 府). Адміністративний центр повіту з 1877 року отримав статус вільного порту, а його велика частина була передана британської концесії. В цей час були побудовані Римський католицький собор, собор Святого Йосипа (побудований в 1889 році французькими єзуїтами) і деякі інші будівлі, які є нині історичними пам'ятками.
Під час громадянської війни ці місця 24 квітня 1949 року було зайнято 88-ю дивізією 30-ї армії китайських комуністів. 10 травня 1949 року урбанізована частина повіту Уху була виділена в окреме місто Уху. 1959-го рокуповіт Уху був приєднаний до міста Уху.
1961-го місто Уху і повіт Уху були розділені знову. У 1965 році місто знову перейшло до складу району, а чотири повіти були виділені до складу Спеціального району Чаоху (巢湖 专区).
У 1973 році місто Уху був виведене зі складу округу, ставши містом провінційного підпорядкування. У 1980 році повіт Уху був переданий в підпорядкування владі міста Уху, а органи влади округу переїхали з повіту Уху в повіт Сюаньчен, після чого Округ Уху був перейменований в Округ Сюаньчен (宣城 地区).
У 1983 році повіти Фаньчан, Цін'ян і Наньлін були передані з округу Сюаньчен до Уху. У 1988 році повіт Цін'ян був переданий до складу округу Чичжоу (池州 地区).